# Cyclassics Hamburg 2022
Cyclassics Hamburg 2022, oficjalnie BEMER Cyclassics Hamburg 2022 – 25. edycja wyścigu kolarskiego Cyclassics Hamburg, która odbyła się 21 sierpnia 2022 na liczącej niespełna 205 kilometrów trasie wokół Hamburga. Impreza kategorii 1.UWT była częścią UCI World Tour 2022.

## Uczestnicy

### Drużyny
| WorldTeams (18)- AG2R Citroën Team - Astana Qazaqstan Team - Bahrain Victorious - Bora-Hansgrohe - Cofidis - EF Education-EasyPost - Groupama-FDJ - Ineos Grenadiers - Intermarché-Wanty-Gobert Matériaux - Israel-Premier Tech - Jumbo-Visma - Lotto-Soudal - Movistar Team - Quick-Step Alpha Vinyl - BikeExchange-Jayco - Team DSM - Trek-Segafredo - UAE Team Emirates ProTeams (3)- Alpecin-Deceuninck - Arkéa-Samsic - TotalEnergies |
| |

### Lista startowa
| Quick-Step Alpha Vinyl QST     | Quick-Step Alpha Vinyl QST     | Quick-Step Alpha Vinyl QST |
| ------------------------------ | ------------------------------ | -------------------------- |
| Nr                             | Kolarz                         | Miejsce                    |
| 1                              | Fabio Jakobsen (NED) (szosa)   | 30.                        |
| 2                              | Davide Ballerini (ITA)         | 74.                        |
| 3                              | Florian Sénéchal (FRA) (szosa) | 22.                        |
| 4                              | Stijn Steels (BEL)             | 106.                       |
| 5                              | Yves Lampaert (BEL)            | 111.                       |
| 6                              | Bert Van Lerberghe (BEL)       | 99.                        |
| 7                              | Stan Van Tricht (BEL)          | 37.                        |
| Dyrektor sportowy : Tom Steels |                                |                            |

| AG2R Citroën Team ACT                | AG2R Citroën Team ACT   | AG2R Citroën Team ACT |
| ------------------------------------ | ----------------------- | --------------------- |
| Nr                                   | Kolarz                  | Miejsce               |
| 11                                   | Anthony Jullien (FRA)   | 118.                  |
| 12                                   | Greg Van Avermaet (BEL) | 27.                   |
| 13                                   | Lawrence Naesen (BEL)   | 96.                   |
| 14                                   | Oliver Naesen (BEL)     | 80.                   |
| 15                                   | Marc Sarreau (FRA)      | DNF                   |
| 16                                   | Michael Schär (SUI)     | 50.                   |
| 17                                   | Gijs Van Hoecke (BEL)   | DNF                   |
| Dyrektor sportowy : Artūras Kasputis |                         |                       |

| Astana Qazaqstan Team AST            | Astana Qazaqstan Team AST      | Astana Qazaqstan Team AST |
| ------------------------------------ | ------------------------------ | ------------------------- |
| Nr                                   | Kolarz                         | Miejsce                   |
| 21                                   | Leonardo Basso (ITA)           | 83.                       |
| 22                                   | Manuele Boaro (ITA)            | 100.                      |
| 23                                   | Dmitrij Gruzdiew (KAZ)         | 81.                       |
| 24                                   | Jewgienij Gidicz (KAZ) (szosa) | 128.                      |
| 25                                   | Davide Martinelli (ITA)        | 121.                      |
| 26                                   | Antonio Nibali (ITA)           | 77.                       |
| 27                                   | Christian Scaroni (ITA)        | 16.                       |
| Dyrektor sportowy : Bruno Cenghialta |                                |                           |

| Bahrain Victorious TBV               | Bahrain Victorious TBV        | Bahrain Victorious TBV |
| ------------------------------------ | ----------------------------- | ---------------------- |
| Nr                                   | Kolarz                        | Miejsce                |
| 31                                   | Phil Bauhaus (GER)            | 7.                     |
| 32                                   | Heinrich Haussler (AUS)       | 38.                    |
| 33                                   | Jonathan Milan (ITA)          | 98.                    |
| 34                                   | Jan Tratnik (SLO)             | 47.                    |
| 35                                   | Kamil Gradek (POL)            | 107.                   |
| 36                                   | Matevž Govekar (SLO)          | 119.                   |
| 37                                   | Yukiya Arashiro (JPN) (szosa) | 59.                    |
| Dyrektor sportowy : Enrico Poitschke |                               |                        |

| Bora-Hansgrohe BOH             | Bora-Hansgrohe BOH        | Bora-Hansgrohe BOH |
| ------------------------------ | ------------------------- | ------------------ |
| Nr                             | Kolarz                    | Miejsce            |
| 41                             | Shane Archbold (NZL)      | 110.               |
| 42                             | Patrick Gamper (AUT)      | 125.               |
| 43                             | Marco Haller (AUT)        | 1.                 |
| 44                             | Patrick Konrad (AUT)      | 5.                 |
| 45                             | Nils Politt (GER) (szosa) | 24.                |
| 46                             | Ide Schelling (NED)       | 56.                |
| 47                             | Lukas Pöstlberger (AUT)   | 122.               |
| Dyrektor sportowy : Rolf Aldag |                           |                    |

| Cofidis COF                          | Cofidis COF               | Cofidis COF |
| ------------------------------------ | ------------------------- | ----------- |
| Nr                                   | Kolarz                    | Miejsce     |
| 51                                   | Max Walscheid (GER)       | 71.         |
| 52                                   | Piet Allegaert (BEL)      | 113.        |
| 53                                   | Tom Bohli (SUI)           | 73.         |
| 54                                   | Wesley Kreder (NED)       | 112.        |
| 55                                   | Pierre-Luc Périchon (FRA) | 40.         |
| 56                                   | Kenneth Vanbilsen (BEL)   | 97.         |
| 57                                   | Axel Zingle (FRA)         | 15.         |
| Dyrektor sportowy : Thierry Marichal |                           |             |

| EF Education-EasyPost EFE         | EF Education-EasyPost EFE | EF Education-EasyPost EFE |
| --------------------------------- | ------------------------- | ------------------------- |
| Nr                                | Kolarz                    | Miejsce                   |
| 61                                | Alberto Bettiol (ITA)     | 17.                       |
| 62                                | Stefan Bissegger (SUI)    | 44.                       |
| 63                                | Magnus Cort Nielsen (DEN) | 39.                       |
| 64                                | Jens Keukeleire (BEL)     | 62.                       |
| 65                                | Sebastian Langeveld (NED) | DNF                       |
| 66                                | Jonas Rutsch (GER)        | 52.                       |
| 67                                | Marijn van den Berg (NED) | 20.                       |
| Dyrektor sportowy : Andreas Klier |                           |                           |

| Groupama-FDJ GFC                   | Groupama-FDJ GFC          | Groupama-FDJ GFC |
| ---------------------------------- | ------------------------- | ---------------- |
| Nr                                 | Kolarz                    | Miejsce          |
| 71                                 | Arnaud Démare (FRA)       | DNF              |
| 72                                 | Jacopo Guarnieri (ITA)    | DNF              |
| 73                                 | Ignatas Konovalovas (LTU) | 64.              |
| 74                                 | Ramon Sinkeldam (NED)     | 76.              |
| 75                                 | Bram Welten (NED)         | 18.              |
| 76                                 | Clément Davy (FRA)        | 130.             |
| 77                                 | Lars van den Berg (NED)   | 102.             |
| Dyrektor sportowy : Sébastien Joly |                           |                  |

| Ineos Grenadiers IGD                | Ineos Grenadiers IGD   | Ineos Grenadiers IGD |
| ----------------------------------- | ---------------------- | -------------------- |
| Nr                                  | Kolarz                 | Miejsce              |
| 81                                  | Salvatore Puccio (ITA) | 85.                  |
| 82                                  | Kim Heiduk (GER)       | 36.                  |
| 83                                  | Jhonatan Narváez (ECU) | 4.                   |
| 84                                  | Magnus Sheffield (USA) | 34.                  |
| 85                                  | Ben Swift (GBR)        | 94.                  |
| 86                                  | Luke Rowe (GBR)        | 87.                  |
| 87                                  | Elia Viviani (ITA)     | 25.                  |
| Dyrektor sportowy : Christian Knees |                        |                      |

| Intermarché-Wanty-Gobert Matériaux IWG | Intermarché-Wanty-Gobert Matériaux IWG | Intermarché-Wanty-Gobert Matériaux IWG |
| -------------------------------------- | -------------------------------------- | -------------------------------------- |
| Nr                                     | Kolarz                                 | Miejsce                                |
| 91                                     | Quinten Hermans (BEL)                  | 3.                                     |
| 92                                     | Alexander Kristoff (NOR)               | 10.                                    |
| 93                                     | Barnabás Peák (HUN)                    | 124.                                   |
| 94                                     | Adrien Petit (FRA)                     | 116.                                   |
| 95                                     | Taco van der Hoorn (NED)               | 117.                                   |
| 96                                     | Aimé De Gendt (BEL)                    | 63.                                    |
| 97                                     | Georg Zimmermann (GER)                 | 26.                                    |
| Dyrektor sportowy : Steven De Neef     |                                        |                                        |

| Israel-Premier Tech IPT              | Israel-Premier Tech IPT | Israel-Premier Tech IPT |
| ------------------------------------ | ----------------------- | ----------------------- |
| Nr                                   | Kolarz                  | Miejsce                 |
| 101                                  | James Piccoli (CAN)     | 68.                     |
| 102                                  | Jenthe Biermans (BEL)   | 21.                     |
| 103                                  | Reto Hollenstein (SUI)  | 51.                     |
| 104                                  | Giacomo Nizzolo (ITA)   | 65.                     |
| 105                                  | Tom Van Asbroeck (BEL)  | 43.                     |
| 106                                  | Sep Vanmarcke (BEL)     | 101.                    |
| 107                                  | Sebastian Berwick (AUS) | DNF                     |
| Dyrektor sportowy : Eric Van Lancker |                         |                         |

| Jumbo-Visma TJV               | Jumbo-Visma TJV            | Jumbo-Visma TJV |
| ----------------------------- | -------------------------- | --------------- |
| Nr                            | Kolarz                     | Miejsce         |
| 111                           | Wout van Aert (BEL)        | 2.              |
| 112                           | Pascal Eenkhoorn (NED)     | 120.            |
| 113                           | Tosh Van der Sande (BEL)   | DNF             |
| 114                           | Jos van Emden (NED)        | DNF             |
| 115                           | Lennard Hofstede (NED)     | DNS             |
| 116                           | Nathan Van Hooydonck (BEL) | 57.             |
| 117                           | Christophe Laporte (FRA)   | DNF             |
| Dyrektor sportowy : Jan Boven |                            |                 |

| Lotto-Soudal LTS                | Lotto-Soudal LTS                          | Lotto-Soudal LTS |
| ------------------------------- | ----------------------------------------- | ---------------- |
| Nr                              | Kolarz                                    | Miejsce          |
| 121                             | Jasper De Buyst (BEL)                     | 90.              |
| 122                             | Caleb Ewan (AUS)                          | 88.              |
| 123                             | Frederik Frison (BEL)                     | 123.             |
| 124                             | Reinardt Janse van Rensburg (RSA) (szosa) | 105.             |
| 125                             | Brent Van Moer (BEL)                      | 28.              |
| 126                             | Florian Vermeersch (BEL)                  | 129.             |
| 127                             | Tim Wellens (BEL)                         | 86.              |
| Dyrektor sportowy : Mario Aerts |                                           |                  |

| Movistar Team MOV                | Movistar Team MOV             | Movistar Team MOV |
| -------------------------------- | ----------------------------- | ----------------- |
| Nr                               | Kolarz                        | Miejsce           |
| 131                              | Gonzalo Serrano (ESP)         | 66.               |
| 132                              | Iván García Cortina (ESP)     | 14.               |
| 133                              | Juri Hollmann (GER)           | 49.               |
| 134                              | Óscar Rodríguez (ESP)         | 67.               |
| 135                              | Max Kanter (GER)              | 9.                |
| 136                              | Oier Lazkano (ESP)            | 91.               |
| 137                              | Vinicius Rangel (BRA) (szosa) | 92.               |
| Dyrektor sportowy : Iván Velasco |                               |                   |

| Team BikeExchange-Jayco BEX       | Team BikeExchange-Jayco BEX | Team BikeExchange-Jayco BEX |
| --------------------------------- | --------------------------- | --------------------------- |
| Nr                                | Kolarz                      | Miejsce                     |
| 141                               | Jack Bauer (NZL)            | DNF                         |
| 142                               | Dylan Groenewegen (NED)     | 46.                         |
| 143                               | Amund Grøndahl Jansen (NOR) | DNF                         |
| 144                               | Jan Maas (NED)              | 48.                         |
| 145                               | Alexander Konychev (ITA)    | 75.                         |
| 146                               | Campbell Stewart (NZL)      | 95.                         |
| 147                               | Luka Mezgec (SLO)           | 13.                         |
| Dyrektor sportowy : Matthew White |                             |                             |

| Team DSM DSM                     | Team DSM DSM          | Team DSM DSM |
| -------------------------------- | --------------------- | ------------ |
| Nr                               | Kolarz                | Miejsce      |
| 151                              | Pavel Bittner (CZE)   | 61.          |
| 152                              | Cees Bol (NED)        | 41.          |
| 153                              | Romain Combaud (FRA)  | 55.          |
| 154                              | Alberto Dainese (ITA) | 93.          |
| 155                              | Nico Denz (GER)       | DNF          |
| 156                              | Nils Eekhoff (NED)    | DNF          |
| 157                              | Martijn Tusveld (NED) | 60.          |
| Dyrektor sportowy : Luke Roberts |                       |              |

| Trek-Segafredo TFS               | Trek-Segafredo TFS      | Trek-Segafredo TFS |
| -------------------------------- | ----------------------- | ------------------ |
| Nr                               | Kolarz                  | Miejsce            |
| 161                              | Marc Brustenga (ESP)    | 127.               |
| 162                              | Asbjørn Hellemose (DEN) | 54.                |
| 163                              | Markus Hoelgaard (NOR)  | 23.                |
| 164                              | Jacopo Mosca (ITA)      | 84.                |
| 165                              | Matteo Moschetti (ITA)  | 115.               |
| 166                              | Edward Theuns (BEL)     | 109.               |
| 167                              | Otto Vergaerde (BEL)    | 126.               |
| Dyrektor sportowy : Kim Andersen |                         |                    |

| UAE Team Emirates UAD              | UAE Team Emirates UAD        | UAE Team Emirates UAD |
| ---------------------------------- | ---------------------------- | --------------------- |
| Nr                                 | Kolarz                       | Miejsce               |
| 171                                | Mikkel Norsgaard Bjerg (DEN) | 33.                   |
| 172                                | Fernando Gaviria (COL)       | DNF                   |
| 173                                | Ryan Gibbons (RSA)           | 29.                   |
| 174                                | Felix Groß (GER)             | 45.                   |
| 175                                | Davide Formolo (ITA)         | 79.                   |
| 176                                | Matteo Trentin (ITA)         | 12.                   |
| 177                                | Oliviero Troia (ITA)         | 35.                   |
| Dyrektor sportowy : Fabrizio Guidi |                              |                       |

| Alpecin-Deceuninck AFC          | Alpecin-Deceuninck AFC      | Alpecin-Deceuninck AFC |
| ------------------------------- | --------------------------- | ---------------------- |
| Nr                              | Kolarz                      | Miejsce                |
| 181                             | Jasper Philipsen (BEL)      | 6.                     |
| 182                             | Maurice Ballerstedt (GER)   | DNF                    |
| 183                             | Tobias Bayer (AUT)          | 70.                    |
| 184                             | Kristian Sbaragli (ITA)     | 89.                    |
| 185                             | Edward Planckaert (BEL)     | 104.                   |
| 186                             | Fabio Van den Bossche (BEL) | 108.                   |
| 187                             | Julien Vermote (BEL)        | 69.                    |
| Dyrektor sportowy : Bart Leysen |                             |                        |

| Arkéa-Samsic ARK              | Arkéa-Samsic ARK        | Arkéa-Samsic ARK |
| ----------------------------- | ----------------------- | ---------------- |
| Nr                            | Kolarz                  | Miejsce          |
| 191                           | Donavan Grondin (FRA)   | 32.              |
| 192                           | Hugo Hofstetter (FRA)   | 8.               |
| 193                           | Amaury Capiot (BEL)     | 42.              |
| 194                           | Benjamin Declercq (BEL) | 58.              |
| 195                           | Matis Louvel (FRA)      | 19.              |
| 196                           | Markus Pajur (EST)      | 72.              |
| 197                           | Christophe Noppe (BEL)  | 103.             |
| Dyrektor sportowy : Yvon Caër |                         |                  |

| TotalEnergies TEN              | TotalEnergies TEN          | TotalEnergies TEN |
| ------------------------------ | -------------------------- | ----------------- |
| Nr                             | Kolarz                     | Miejsce           |
| 201                            | Maciej Bodnar (POL)        |                   |
| 202                            | Edvald Boasson Hagen (NOR) | 11.               |
| 203                            | Fabien Doubey (FRA)        | 53.               |
| 204                            | Lorrenzo Manzin (FRA)      | 82.               |
| 205                            | Daniel Oss (ITA)           | 78.               |
| 206                            | Juraj Sagan (SVK)          | 114.              |
| 207                            | Peter Sagan (SVK) (szosa)  | 31.               |
| Dyrektor sportowy : Ján Valach |                            |                   |

| Quick-Step Alpha Vinyl QST     | Quick-Step Alpha Vinyl QST     | Quick-Step Alpha Vinyl QST |
| ------------------------------ | ------------------------------ | -------------------------- |
| Nr                             | Kolarz                         | Miejsce                    |
| 1                              | Fabio Jakobsen (NED) (szosa)   | 30.                        |
| 2                              | Davide Ballerini (ITA)         | 74.                        |
| 3                              | Florian Sénéchal (FRA) (szosa) | 22.                        |
| 4                              | Stijn Steels (BEL)             | 106.                       |
| 5                              | Yves Lampaert (BEL)            | 111.                       |
| 6                              | Bert Van Lerberghe (BEL)       | 99.                        |
| 7                              | Stan Van Tricht (BEL)          | 37.                        |
| Dyrektor sportowy : Tom Steels |                                |                            |

| AG2R Citroën Team ACT                | AG2R Citroën Team ACT   | AG2R Citroën Team ACT |
| ------------------------------------ | ----------------------- | --------------------- |
| Nr                                   | Kolarz                  | Miejsce               |
| 11                                   | Anthony Jullien (FRA)   | 118.                  |
| 12                                   | Greg Van Avermaet (BEL) | 27.                   |
| 13                                   | Lawrence Naesen (BEL)   | 96.                   |
| 14                                   | Oliver Naesen (BEL)     | 80.                   |
| 15                                   | Marc Sarreau (FRA)      | DNF                   |
| 16                                   | Michael Schär (SUI)     | 50.                   |
| 17                                   | Gijs Van Hoecke (BEL)   | DNF                   |
| Dyrektor sportowy : Artūras Kasputis |                         |                       |

| Astana Qazaqstan Team AST            | Astana Qazaqstan Team AST      | Astana Qazaqstan Team AST |
| ------------------------------------ | ------------------------------ | ------------------------- |
| Nr                                   | Kolarz                         | Miejsce                   |
| 21                                   | Leonardo Basso (ITA)           | 83.                       |
| 22                                   | Manuele Boaro (ITA)            | 100.                      |
| 23                                   | Dmitrij Gruzdiew (KAZ)         | 81.                       |
| 24                                   | Jewgienij Gidicz (KAZ) (szosa) | 128.                      |
| 25                                   | Davide Martinelli (ITA)        | 121.                      |
| 26                                   | Antonio Nibali (ITA)           | 77.                       |
| 27                                   | Christian Scaroni (ITA)        | 16.                       |
| Dyrektor sportowy : Bruno Cenghialta |                                |                           |

| Bahrain Victorious TBV               | Bahrain Victorious TBV        | Bahrain Victorious TBV |
| ------------------------------------ | ----------------------------- | ---------------------- |
| Nr                                   | Kolarz                        | Miejsce                |
| 31                                   | Phil Bauhaus (GER)            | 7.                     |
| 32                                   | Heinrich Haussler (AUS)       | 38.                    |
| 33                                   | Jonathan Milan (ITA)          | 98.                    |
| 34                                   | Jan Tratnik (SLO)             | 47.                    |
| 35                                   | Kamil Gradek (POL)            | 107.                   |
| 36                                   | Matevž Govekar (SLO)          | 119.                   |
| 37                                   | Yukiya Arashiro (JPN) (szosa) | 59.                    |
| Dyrektor sportowy : Enrico Poitschke |                               |                        |

| Bora-Hansgrohe BOH             | Bora-Hansgrohe BOH        | Bora-Hansgrohe BOH |
| ------------------------------ | ------------------------- | ------------------ |
| Nr                             | Kolarz                    | Miejsce            |
| 41                             | Shane Archbold (NZL)      | 110.               |
| 42                             | Patrick Gamper (AUT)      | 125.               |
| 43                             | Marco Haller (AUT)        | 1.                 |
| 44                             | Patrick Konrad (AUT)      | 5.                 |
| 45                             | Nils Politt (GER) (szosa) | 24.                |
| 46                             | Ide Schelling (NED)       | 56.                |
| 47                             | Lukas Pöstlberger (AUT)   | 122.               |
| Dyrektor sportowy : Rolf Aldag |                           |                    |

| Cofidis COF                          | Cofidis COF               | Cofidis COF |
| ------------------------------------ | ------------------------- | ----------- |
| Nr                                   | Kolarz                    | Miejsce     |
| 51                                   | Max Walscheid (GER)       | 71.         |
| 52                                   | Piet Allegaert (BEL)      | 113.        |
| 53                                   | Tom Bohli (SUI)           | 73.         |
| 54                                   | Wesley Kreder (NED)       | 112.        |
| 55                                   | Pierre-Luc Périchon (FRA) | 40.         |
| 56                                   | Kenneth Vanbilsen (BEL)   | 97.         |
| 57                                   | Axel Zingle (FRA)         | 15.         |
| Dyrektor sportowy : Thierry Marichal |                           |             |

| EF Education-EasyPost EFE         | EF Education-EasyPost EFE | EF Education-EasyPost EFE |
| --------------------------------- | ------------------------- | ------------------------- |
| Nr                                | Kolarz                    | Miejsce                   |
| 61                                | Alberto Bettiol (ITA)     | 17.                       |
| 62                                | Stefan Bissegger (SUI)    | 44.                       |
| 63                                | Magnus Cort Nielsen (DEN) | 39.                       |
| 64                                | Jens Keukeleire (BEL)     | 62.                       |
| 65                                | Sebastian Langeveld (NED) | DNF                       |
| 66                                | Jonas Rutsch (GER)        | 52.                       |
| 67                                | Marijn van den Berg (NED) | 20.                       |
| Dyrektor sportowy : Andreas Klier |                           |                           |

| Groupama-FDJ GFC                   | Groupama-FDJ GFC          | Groupama-FDJ GFC |
| ---------------------------------- | ------------------------- | ---------------- |
| Nr                                 | Kolarz                    | Miejsce          |
| 71                                 | Arnaud Démare (FRA)       | DNF              |
| 72                                 | Jacopo Guarnieri (ITA)    | DNF              |
| 73                                 | Ignatas Konovalovas (LTU) | 64.              |
| 74                                 | Ramon Sinkeldam (NED)     | 76.              |
| 75                                 | Bram Welten (NED)         | 18.              |
| 76                                 | Clément Davy (FRA)        | 130.             |
| 77                                 | Lars van den Berg (NED)   | 102.             |
| Dyrektor sportowy : Sébastien Joly |                           |                  |

| Ineos Grenadiers IGD                | Ineos Grenadiers IGD   | Ineos Grenadiers IGD |
| ----------------------------------- | ---------------------- | -------------------- |
| Nr                                  | Kolarz                 | Miejsce              |
| 81                                  | Salvatore Puccio (ITA) | 85.                  |
| 82                                  | Kim Heiduk (GER)       | 36.                  |
| 83                                  | Jhonatan Narváez (ECU) | 4.                   |
| 84                                  | Magnus Sheffield (USA) | 34.                  |
| 85                                  | Ben Swift (GBR)        | 94.                  |
| 86                                  | Luke Rowe (GBR)        | 87.                  |
| 87                                  | Elia Viviani (ITA)     | 25.                  |
| Dyrektor sportowy : Christian Knees |                        |                      |

| Intermarché-Wanty-Gobert Matériaux IWG | Intermarché-Wanty-Gobert Matériaux IWG | Intermarché-Wanty-Gobert Matériaux IWG |
| -------------------------------------- | -------------------------------------- | -------------------------------------- |
| Nr                                     | Kolarz                                 | Miejsce                                |
| 91                                     | Quinten Hermans (BEL)                  | 3.                                     |
| 92                                     | Alexander Kristoff (NOR)               | 10.                                    |
| 93                                     | Barnabás Peák (HUN)                    | 124.                                   |
| 94                                     | Adrien Petit (FRA)                     | 116.                                   |
| 95                                     | Taco van der Hoorn (NED)               | 117.                                   |
| 96                                     | Aimé De Gendt (BEL)                    | 63.                                    |
| 97                                     | Georg Zimmermann (GER)                 | 26.                                    |
| Dyrektor sportowy : Steven De Neef     |                                        |                                        |

| Israel-Premier Tech IPT              | Israel-Premier Tech IPT | Israel-Premier Tech IPT |
| ------------------------------------ | ----------------------- | ----------------------- |
| Nr                                   | Kolarz                  | Miejsce                 |
| 101                                  | James Piccoli (CAN)     | 68.                     |
| 102                                  | Jenthe Biermans (BEL)   | 21.                     |
| 103                                  | Reto Hollenstein (SUI)  | 51.                     |
| 104                                  | Giacomo Nizzolo (ITA)   | 65.                     |
| 105                                  | Tom Van Asbroeck (BEL)  | 43.                     |
| 106                                  | Sep Vanmarcke (BEL)     | 101.                    |
| 107                                  | Sebastian Berwick (AUS) | DNF                     |
| Dyrektor sportowy : Eric Van Lancker |                         |                         |

| Jumbo-Visma TJV               | Jumbo-Visma TJV            | Jumbo-Visma TJV |
| ----------------------------- | -------------------------- | --------------- |
| Nr                            | Kolarz                     | Miejsce         |
| 111                           | Wout van Aert (BEL)        | 2.              |
| 112                           | Pascal Eenkhoorn (NED)     | 120.            |
| 113                           | Tosh Van der Sande (BEL)   | DNF             |
| 114                           | Jos van Emden (NED)        | DNF             |
| 115                           | Lennard Hofstede (NED)     | DNS             |
| 116                           | Nathan Van Hooydonck (BEL) | 57.             |
| 117                           | Christophe Laporte (FRA)   | DNF             |
| Dyrektor sportowy : Jan Boven |                            |                 |

| Lotto-Soudal LTS                | Lotto-Soudal LTS                          | Lotto-Soudal LTS |
| ------------------------------- | ----------------------------------------- | ---------------- |
| Nr                              | Kolarz                                    | Miejsce          |
| 121                             | Jasper De Buyst (BEL)                     | 90.              |
| 122                             | Caleb Ewan (AUS)                          | 88.              |
| 123                             | Frederik Frison (BEL)                     | 123.             |
| 124                             | Reinardt Janse van Rensburg (RSA) (szosa) | 105.             |
| 125                             | Brent Van Moer (BEL)                      | 28.              |
| 126                             | Florian Vermeersch (BEL)                  | 129.             |
| 127                             | Tim Wellens (BEL)                         | 86.              |
| Dyrektor sportowy : Mario Aerts |                                           |                  |

| Movistar Team MOV                | Movistar Team MOV             | Movistar Team MOV |
| -------------------------------- | ----------------------------- | ----------------- |
| Nr                               | Kolarz                        | Miejsce           |
| 131                              | Gonzalo Serrano (ESP)         | 66.               |
| 132                              | Iván García Cortina (ESP)     | 14.               |
| 133                              | Juri Hollmann (GER)           | 49.               |
| 134                              | Óscar Rodríguez (ESP)         | 67.               |
| 135                              | Max Kanter (GER)              | 9.                |
| 136                              | Oier Lazkano (ESP)            | 91.               |
| 137                              | Vinicius Rangel (BRA) (szosa) | 92.               |
| Dyrektor sportowy : Iván Velasco |                               |                   |

| Team BikeExchange-Jayco BEX       | Team BikeExchange-Jayco BEX | Team BikeExchange-Jayco BEX |
| --------------------------------- | --------------------------- | --------------------------- |
| Nr                                | Kolarz                      | Miejsce                     |
| 141                               | Jack Bauer (NZL)            | DNF                         |
| 142                               | Dylan Groenewegen (NED)     | 46.                         |
| 143                               | Amund Grøndahl Jansen (NOR) | DNF                         |
| 144                               | Jan Maas (NED)              | 48.                         |
| 145                               | Alexander Konychev (ITA)    | 75.                         |
| 146                               | Campbell Stewart (NZL)      | 95.                         |
| 147                               | Luka Mezgec (SLO)           | 13.                         |
| Dyrektor sportowy : Matthew White |                             |                             |

| Team DSM DSM                     | Team DSM DSM          | Team DSM DSM |
| -------------------------------- | --------------------- | ------------ |
| Nr                               | Kolarz                | Miejsce      |
| 151                              | Pavel Bittner (CZE)   | 61.          |
| 152                              | Cees Bol (NED)        | 41.          |
| 153                              | Romain Combaud (FRA)  | 55.          |
| 154                              | Alberto Dainese (ITA) | 93.          |
| 155                              | Nico Denz (GER)       | DNF          |
| 156                              | Nils Eekhoff (NED)    | DNF          |
| 157                              | Martijn Tusveld (NED) | 60.          |
| Dyrektor sportowy : Luke Roberts |                       |              |

| Trek-Segafredo TFS               | Trek-Segafredo TFS      | Trek-Segafredo TFS |
| -------------------------------- | ----------------------- | ------------------ |
| Nr                               | Kolarz                  | Miejsce            |
| 161                              | Marc Brustenga (ESP)    | 127.               |
| 162                              | Asbjørn Hellemose (DEN) | 54.                |
| 163                              | Markus Hoelgaard (NOR)  | 23.                |
| 164                              | Jacopo Mosca (ITA)      | 84.                |
| 165                              | Matteo Moschetti (ITA)  | 115.               |
| 166                              | Edward Theuns (BEL)     | 109.               |
| 167                              | Otto Vergaerde (BEL)    | 126.               |
| Dyrektor sportowy : Kim Andersen |                         |                    |

| UAE Team Emirates UAD              | UAE Team Emirates UAD        | UAE Team Emirates UAD |
| ---------------------------------- | ---------------------------- | --------------------- |
| Nr                                 | Kolarz                       | Miejsce               |
| 171                                | Mikkel Norsgaard Bjerg (DEN) | 33.                   |
| 172                                | Fernando Gaviria (COL)       | DNF                   |
| 173                                | Ryan Gibbons (RSA)           | 29.                   |
| 174                                | Felix Groß (GER)             | 45.                   |
| 175                                | Davide Formolo (ITA)         | 79.                   |
| 176                                | Matteo Trentin (ITA)         | 12.                   |
| 177                                | Oliviero Troia (ITA)         | 35.                   |
| Dyrektor sportowy : Fabrizio Guidi |                              |                       |

| Alpecin-Deceuninck AFC          | Alpecin-Deceuninck AFC      | Alpecin-Deceuninck AFC |
| ------------------------------- | --------------------------- | ---------------------- |
| Nr                              | Kolarz                      | Miejsce                |
| 181                             | Jasper Philipsen (BEL)      | 6.                     |
| 182                             | Maurice Ballerstedt (GER)   | DNF                    |
| 183                             | Tobias Bayer (AUT)          | 70.                    |
| 184                             | Kristian Sbaragli (ITA)     | 89.                    |
| 185                             | Edward Planckaert (BEL)     | 104.                   |
| 186                             | Fabio Van den Bossche (BEL) | 108.                   |
| 187                             | Julien Vermote (BEL)        | 69.                    |
| Dyrektor sportowy : Bart Leysen |                             |                        |

| Arkéa-Samsic ARK              | Arkéa-Samsic ARK        | Arkéa-Samsic ARK |
| ----------------------------- | ----------------------- | ---------------- |
| Nr                            | Kolarz                  | Miejsce          |
| 191                           | Donavan Grondin (FRA)   | 32.              |
| 192                           | Hugo Hofstetter (FRA)   | 8.               |
| 193                           | Amaury Capiot (BEL)     | 42.              |
| 194                           | Benjamin Declercq (BEL) | 58.              |
| 195                           | Matis Louvel (FRA)      | 19.              |
| 196                           | Markus Pajur (EST)      | 72.              |
| 197                           | Christophe Noppe (BEL)  | 103.             |
| Dyrektor sportowy : Yvon Caër |                         |                  |

| TotalEnergies TEN              | TotalEnergies TEN          | TotalEnergies TEN |
| ------------------------------ | -------------------------- | ----------------- |
| Nr                             | Kolarz                     | Miejsce           |
| 201                            | Maciej Bodnar (POL)        |                   |
| 202                            | Edvald Boasson Hagen (NOR) | 11.               |
| 203                            | Fabien Doubey (FRA)        | 53.               |
| 204                            | Lorrenzo Manzin (FRA)      | 82.               |
| 205                            | Daniel Oss (ITA)           | 78.               |
| 206                            | Juraj Sagan (SVK)          | 114.              |
| 207                            | Peter Sagan (SVK) (szosa)  | 31.               |
| Dyrektor sportowy : Ján Valach |                            |                   |

Legenda: DNF – nie ukończył, OTL – przekroczył limit czasu, DNS – nie wystartował, DSQ – zdyskwalifikowany.

## Klasyfikacja generalna
| \| Klasyfikacja generalna \| Klasyfikacja generalna \| Klasyfikacja generalna \| Klasyfikacja generalna \| Klasyfikacja generalna \| \| Kolarz \| Kolarz \| Państwo \| Drużyna \| Czas \| \| ---------------------- \| ---------------------- \| ---------------------- \| ---------------------------------- \| ---------------------- \| \| 1. \| Marco Haller \| Austria \| Bora-Hansgrohe \| 4h 37' 23" \| \| 2. \| Wout van Aert \| Belgia \| Jumbo-Visma \| + 0" \| \| 3. \| Quinten Hermans \| Belgia \| Intermarché-Wanty-Gobert Matériaux \| + 0" \| \| 4. \| Jhonatan Narváez \| Ekwador \| Ineos Grenadiers \| + 0" \| \| 5. \| Patrick Konrad \| Austria \| Bora-Hansgrohe \| + 4" \| \| 6. \| Jasper Philipsen \| Belgia \| Alpecin-Deceuninck \| + 10" \| \| 7. \| Phil Bauhaus \| Niemcy \| Bahrain Victorious \| + 10" \| \| 8. \| Hugo Hofstetter \| Francja \| Arkéa-Samsic \| + 10" \| \| 9. \| Max Kanter \| Niemcy \| Movistar Team \| + 10" \| \| 10. \| Alexander Kristoff \| Norwegia \| Intermarché-Wanty-Gobert Matériaux \| + 10" \| \| 11. \| Edvald Boasson Hagen \| Norwegia \| TotalEnergies \| + 10" \| \| 12. \| Matteo Trentin \| Włochy \| UAE Team Emirates \| + 10" \| \| 13. \| Luka Mezgec \| Słowenia \| Team BikeExchange-Jayco \| + 10" \| \| 14. \| Iván García Cortina \| Hiszpania \| Movistar Team \| + 10" \| \| 15. \| Axel Zingle \| Francja \| Cofidis \| + 10" \| \| 16. \| Christian Scaroni \| Włochy \| Astana Qazaqstan Team \| + 10" \| \| 17. \| Alberto Bettiol \| Włochy \| EF Education-EasyPost \| + 10" \| \| 18. \| Bram Welten \| Holandia \| Groupama-FDJ \| + 10" \| \| 19. \| Matis Louvel \| Francja \| Arkéa-Samsic \| + 10" \| \| 20. \| Marijn van den Berg \| Holandia \| EF Education-EasyPost \| + 10" \| |                      |           |                                    |            |
| |                      |           |                                    |            |
| Źródła: ProCyclingStats Cycling Quotient Cycling Archives |                      |           |                                    |            |
| Klasyfikacja generalna |                      |           |                                    |            |
| Kolarz | Kolarz               | Państwo   | Drużyna                            | Czas       |
| 1. | Marco Haller         | Austria   | Bora-Hansgrohe                     | 4h 37' 23" |
| 2. | Wout van Aert        | Belgia    | Jumbo-Visma                        | + 0"       |
| 3. | Quinten Hermans      | Belgia    | Intermarché-Wanty-Gobert Matériaux | + 0"       |
| 4. | Jhonatan Narváez     | Ekwador   | Ineos Grenadiers                   | + 0"       |
| 5. | Patrick Konrad       | Austria   | Bora-Hansgrohe                     | + 4"       |
| 6. | Jasper Philipsen     | Belgia    | Alpecin-Deceuninck                 | + 10"      |
| 7. | Phil Bauhaus         | Niemcy    | Bahrain Victorious                 | + 10"      |
| 8. | Hugo Hofstetter      | Francja   | Arkéa-Samsic                       | + 10"      |
| 9. | Max Kanter           | Niemcy    | Movistar Team                      | + 10"      |
| 10. | Alexander Kristoff   | Norwegia  | Intermarché-Wanty-Gobert Matériaux | + 10"      |
| 11. | Edvald Boasson Hagen | Norwegia  | TotalEnergies                      | + 10"      |
| 12. | Matteo Trentin       | Włochy    | UAE Team Emirates                  | + 10"      |
| 13. | Luka Mezgec          | Słowenia  | Team BikeExchange-Jayco            | + 10"      |
| 14. | Iván García Cortina  | Hiszpania | Movistar Team                      | + 10"      |
| 15. | Axel Zingle          | Francja   | Cofidis                            | + 10"      |
| 16. | Christian Scaroni    | Włochy    | Astana Qazaqstan Team              | + 10"      |
| 17. | Alberto Bettiol      | Włochy    | EF Education-EasyPost              | + 10"      |
| 18. | Bram Welten          | Holandia  | Groupama-FDJ                       | + 10"      |
| 19. | Matis Louvel         | Francja   | Arkéa-Samsic                       | + 10"      |
| 20. | Marijn van den Berg  | Holandia  | EF Education-EasyPost              | + 10"      |